# Вегеш Микола Миколайович
Доктор Мико́ла Микола́йович Ве́геш (*28 листопада 1962, Міжгір'я, Закарпатська область) — український історик, вчений у галузі карпатознавства. Доктор історичних наук (1999), професор (2001). Ректор Ужгородського національного університету (2005–2012). Член Наглядової Ради ВМГО «Союз обдарованої молоді». Учень академіка Василя Грабовецького.

## Біографічні відомості
Народився 28 листопада 1962 року в смт Міжгір'я Закарпатської області. Після закінчення у 1979 році Міжгірської середньої школи з 1979 року по 1984 рік навчався на історико-педагогічному факультеті Івано-Франківського державного педагогічного інституту ім. В. Стефаника. Входив і був одним із активних учасників проблемного семінару з історії України доби феодалізму під керівництвом академіка В. В. Грабовецького (1979–1984).
У 1984–1991 роках працював учителем історії Синевирської середньої школи Міжгірського району на Закарпатті, очолював методичне об'єднання вчителів історії. У 1990–1994 роках — аспірант кафедри історії СРСР (згодом історії України) Ужгородського державного університету (спочатку стаціонарної, потім заочної форми навчання). 1994 року на засіданні вченої ради УжДУ захистив кандидатську дисертацію «Карпатська Україна в 1938–1939 роках: соціально-економічні та політичні аспекти». З 1992 року — асистент кафедри історії України, в 1994–1997 роках — доцент, у 1997–2001 роках — доцент кафедри політології.
25 вересня 1998 року на засіданні вченої ради в Інституті історії України НАН України захистив докторську дисертацію «Закарпаття в контексті центральноевропейської політичної кризи напередодні Другої світової війни». 26 квітня 1999 року відбувся повторний захист докторської дисертації (прийнято положення, що між захистами кандидатської та докторської дисертацій повинно пройти п'ять років) на засіданні спеціалізованої вченої ради в Київському національному університеті ім. Т. Г. Шевченка.
Директор Науково-дослідного інституту карпатознавства університету (2000–2004).
З 2001 — професор кафедри політології, яку очолює з 2002 року. У березні 2004 року обрано деканом історичного факультету. З 11 лютого по 30 березня 2005 року виконував обов'язки ректора Ужгородського національного університету. 31 березня 2005 року Миколу Вегеша на засіданні конференції трудового колективу обрано ректором УжНУ, яким він пропрацював до квітня 2012 року.

## Науковий доробок
Микола Вегеш є автором понад 850 публікацій, серед яких 450 наукових. Найповніше його науковий доробок представлений у двох багатотомних виданнях «Історичні дослідження: В семи томах» (Ужгород, 2000–2001) та «Історія і політика в чотирьох томах» (2005).
Серед навчально-методичних посібників автора: «Основи політології», «Вступ до геополітики», «Становлення і розвиток політичної думки в Україні», «Історія української державності», «Політологія: конспект лекцій», «Історична наука в Ужгородському державному університеті: матеріали до лекцій», «Українська державність у ХХ столітті», «Політологія в Ужгородському національному університеті та Болонський процес», «Як писати наукову роботу», «Зарубіжні футурологічні концепці на межі тисячоліть: порівняльний аналіз» та ін.
Праці Миколи Вегеша публікувалися в США, Канаді, Великій Британії, Чехії, Словаччині, Угорщині, Румунії. Він автор багатьох колективних монографій та енциклопедичних видань («Енциклопедія сучасної України», «Енциклопедія історії України», «Малий словник історії України», «Нариси історії Закарпаття», «Августин Волошин», «Вони боронили Карпатську Україну» та ін.). За його редакцією виходить фахове видання з проблем історії, політології, етнології та культурології «Carpatica-Карпатика».
Біобібліографічний покажчик наукових і науково-популярних праць Миколи Вегеша у 2002 році підготував і видав Маріан Токар.

## Політична діяльність
Микола Вегеш активно займається політичною діяльністю. Член міжгірського осередку Закарпатської обласної організації Української республіканської партії (1990–1992), голова секретаріату Закарпатської обласної організації Української консервативної республіканської партії (1993–1998), голова Ужгородської міської організації партії «Реформи і порядок» (1998–2002). Балотувався до Закарпатської обласної ради від виборчого блоку «Наша Україна» (2002).
28 липня 2004 року голова Центральної виборчої комісії Сергій Ківалов підписав посвідчення, згідно з яким Микол Вегеш є довіреною особою кандидата на пост Президента України Віктора Ющенка по територіальному виборчому округу № 72. 9 квітня 2005 року його обрано членом президії та ради «Народного Союзу Наша Україна», а 14 травня — головою Ужгородської міської організації політичної партії «Народний Союз Наша Україна».
В даний час Микола Вегеш є членом президії Політичної партії «Єдиний центр»[джерело?]. Обирався депутатом Закарпатської обласної ради 5 та 6 скликань.

## Громадська діяльність
- Голова Закарпатського відділення Всеукраїнського біографічного товариства (1999–2004),
- Член Президії Закарпатського обласного осередку Наукового товариства ім. Т. Г. Шевченка (2004),
- Голова Закарпатської обласної організації «Меморіал» імені Василя Стуса (1992–1998).[4]

## Відзнаки
- 1993 — Лауреат премії імені В. Ґренджі-Донського,
- 1996 — Лауреат премії імені академіка І. Крип'якевича,
- 2001 — Почесний член Дослідницького бюро радників Американського біографічного інституту,
- 2004 — Почесна грамота Верховної Ради України «За заслуги перед українським народом»,
- 2005 — Почесний знак Закарпатської обласної ради «За розвиток регіону»,
- 2007 — Орденом «За Заслуги» III-го ступеня,
- 2009 — Орденом «За Заслуги» II-го ступеня.[4]